# Sierra Leone aux Jeux olympiques
La Sierra Leone participe aux Jeux olympiques depuis 1968 et a envoyé des athlètes à chaque Jeux d'été depuis cette date sauf en 1972 et en 1976. Le pays n'a jamais participé aux Jeux d'hiver. 
Le pays n'a jamais remporté de médaille.